# Desmoxytes acantherpestes
Espèce
Desmoxytes acantherpestes est une espèce de diplopodes de la famille des Paradoxosomatidae.

## Distribution
Cette espèce est endémique de Thaïlande.

## Publication originale
- Golovatch & Enghoff, 1994 : Review of the dragon millipedes, genus Desmoxytes Chamberlin, 1923 (Diplopoda, Polydesmida, Paradoxosomatidae). Steenstrupia, vol. 20, no 2, p. 1-71.